# Courlis nain
Numenius minutus
Espèce
Statut de conservation UICN

 LC  : Préoccupation mineure
Statut CITES
Le Courlis nain (Numenius minutus) est une espèce d'oiseau limicole appartenant à la grande famille des scolopacidés. Il est très petit et se reproduit dans le Nord de la Sibérie. Il est étroitement rattaché au Courlis esquimau (Numenius borealis) nord-américain.
C'est une espèce très migratrice, qui hiberne en Australasie. Très rarement des individus isolés peuvent être observés en Europe occidentale (il n'aurait observé qu'à 5 reprises en Europe, dont pour la première fois en Belgique, à Blankenberge, en septembre 2010).
Cet oiseau se reproduit en colonies peu cohérentes dans les clairières forestières dans les vallées de rivière. Le nid est posé à terre. Il hiberne à l'intérieur des terres sur les pâturages, les champs cultivés ou à proximité de l'eau douce, surtout dans le nord de l'Australie mais s'aventure jusqu'à Saint-Kilda, en Australie-Méridionale. Il est grégaire, formant des bandes considérables. Il se nourrit en fouillant dans la boue molle à la recherche de petits invertébrés.
C'est un courlis très petit, pas aussi grand qu'un Pluvier doré (Pluvialis apricaria), mais indiscutablement un membre de ce groupe de limicoles.
Il est principalement marron grisâtre, y compris sous les ailes, avec un abdomen blanc et un bec courbé et court pour un courlis. Sa tête ressemble à celle du Courlis corlieu (Numenius phaeopus), avec couronne et stries sourcilières. Son appel est un sifflement répété.

## Sources
- (en) Cet article est partiellement ou en totalité issu de l’article de Wikipédia en anglais intitulé « Little curlew » (voir la liste des auteurs).